# Ловро Маєр
Ловро Маєр (хорв. Lovro Majer, нар. 17 січня 1998, Загреб) — хорватський футболіст, півзахисник клубу «Вольфсбург» та національної збірної Хорватії.

## Клубна кар'єра
Народився 17 січня 1998 року в місті Загреб. Починав займатися футболом у місцевому «Динамо». У віці 12 років він покинув клуб і тренувався у невеличких командах «Дубрава» та «Трнже», а 2013 році Маєр приєднався до іншої столичної команди «Локомотива».
У 2016 році Маєр був викликаний до основного складу «Локомотиви». 30 червня 2016 року він дебютував за клуб в офіційному матчі, в гостьовій грі кваліфікації Ліги Європи УЄФА 2016/17 проти андорського клубу «Санта-Колома», вийшовши на заміну на 76-й хвилині. 11 вересня того ж року Маєр забив свій перший гол на вищому рівні, на початку другого тайму скоротивши відставання в рахунку в гостьовому поєдинку проти команди «Славен Белупо». Всього у складі команди провів два сезони, взявши участь у 62 матчах в усіх турнірах.
Влітку 2017 року постало питання про можливий перехід Маєра в шотландський «Селтік», однак гравець залишився в клубі ще на сезон. 1 липня 2018 року він повернувся в загребське «Динамо», з яким уклав контракт на п'ять років. Сума трансферу склала від 2 до 2,5 млн євро. У першому сезоні відіграв за «динамівців» 10 матчів в національному чемпіонаті і допоміг їм стати чемпіоном Хорватії, а також фіналістом національного кубка.
26 серпня 2021 року футболіста купив за 12 млн. євро французький «Ренн».
У серпні 2023 року підписав п'ятирічну угоду з німецьким «Вольфсбургом».

## Виступи за збірні
2015 року дебютував у складі юнацької збірної Хорватії, взяв участь у 3 іграх на юнацькому рівні, відзначившись одним забитим голом.
Протягом 2017—2019 років залучався до складу молодіжної збірної Хорватії, у її складі поїхав на молодіжний чемпіонат Європи 2019 року в Італії. На молодіжному рівні зіграв у 5 офіційних матчах.
27 травня 2017 року дебютував в офіційних іграх у складі національної збірної Хорватії, вийшовши на заміну в товариському матчі проти збірної Мексики (2:1).
| Дата       | Місто        | Господарі         | Результат               | Гості    | Турнір                               | Голи | Примітки |
| ---------- | ------------ | ----------------- | ----------------------- | -------- | ------------------------------------ | ---- | -------- |
| 28-5-2017  | Лос-Анджелес | Мексика           | 1 – 2                   | Хорватія | товариський матч                     | -    | 90+3'    |
| 4-9-2021   | Братислава   | Словаччина        | 0 – 1                   | Хорватія | Відбір до ЧС 2022                    | -    | 84'      |
| 11-11-2021 | Мдіна        | Мальта            | 1 – 7                   | Хорватія | Відбір до ЧС 2022                    | 2    |          |
| 26-3-2022  | Ер-Раян      | Хорватія          | 1 – 1                   | Словенія | товариський матч                     | -    | 69'      |
| 29-3-2022  | Ер-Раян      | Хорватія          | 2 – 1                   | Болгарія | товариський матч                     | -    | 72'      |
| 3-6-2022   | Осієк        | Хорватія          | 0 – 3                   | Австрія  | Ліга націй УЄФА 2022-2023 - 1-й етап | -    | 58'      |
| 6-6-2022   | Спліт        | Хорватія          | 1 – 1                   | Франція  | Ліга націй УЄФА 2022-2023 - 1-й етап | -    | 63'      |
| 13-6-2022  | Сен-Дені     | Франція           | 0 – 1                   | Хорватія | Ліга націй УЄФА 2022-2023 - 1-й етап | -    | 65'      |
| 22-9-2022  | Загреб       | Хорватія          | 2 – 1                   | Данія    | Ліга націй УЄФА 2022-2023 - 1-й етап | 1    | 77'      |
| 25-9-2022  | Відень       | Австрія           | 1 – 3                   | Хорватія | Ліга націй УЄФА 2022-2023 - 1-й етап | -    | 18'      |
| 16-11-2022 | Ер-Ріяд      | Саудівська Аравія | 0 – 1                   | Хорватія | товариський матч                     | -    |          |
| 23-11-2022 | Ель-Хаур     | Марокко           | 0 – 0                   | Хорватія | ЧС 2022 - груповий етап              | -    | 79'      |
| 27-11-2022 | Ер-Раян      | Хорватія          | 4 – 1                   | Канада   | ЧС 2022 - груповий етап              | 1    | 86'      |
| 1-12-2022  | Ер-Раян      | Хорватія          | 0 – 0                   | Бельгія  | ЧС 2022 - груповий етап              | -    | 90+2'    |
| 5-12-2022  | Ель-Вакра    | Японія            | 1 – 1 д.ч. (1 – 3 п.п.) | Хорватія | ЧС 2022 - 1/8 фіналу                 | -    | 99'      |
| 9-12-2022  | Ер-Раян      | Хорватія          | 1 – 1 д.ч. (4 – 2 п.п.) | Бразилія | ЧС 2022 - чвертьфінал                | -    | 106'     |
| 13-12-2022 | Лусаїл       | Аргентина         | 3 – 0                   | Хорватія | ЧС 2022 - півфінал                   | -    | 81'      |
| 17-12-2022 | Ер-Раян      | Хорватія          | 2 – 1                   | Марокко  | ЧС 2022 - матч за 3-тє місце         | -    | 66'      |
| Усього     |              | Матчів            | 18                      |          | Голів                                | 4    |          |

## Титули і досягнення
- Чемпіон Хорватії (3):

«Динамо» (Загреб): 2018-19, 2019-20, 2020-21
- Володар Суперкубка Хорватії (1):

«Динамо»: 2019
- Володар Кубка Хорватії (1):

«Динамо»: 2020-21
- Бронзовий призер чемпіонату світу: 2022